# Tula, Sassari
Tula là một đô thị ở tỉnh Sassari trong vùng Sardinia, có khoảng cách khoảng 170 km về phía bắc của Cagliari và cách khoảng 35 km về phía đông của Sassari. Tại thời điểm ngày 31 tháng 12 năm 2004, đô thị này có dân số 1.664 người và diện tích là 65,6 km².
Tula giáp các đô thị: Erula, Oschiri, Ozieri, Tempio Pausania.